# Désiré Girard
Désiré Girard est un peintre français né le 24 juin 1863 à Marseille et décédé le 15 juillet 1938 à Salon-de-Provence.

## Biographie

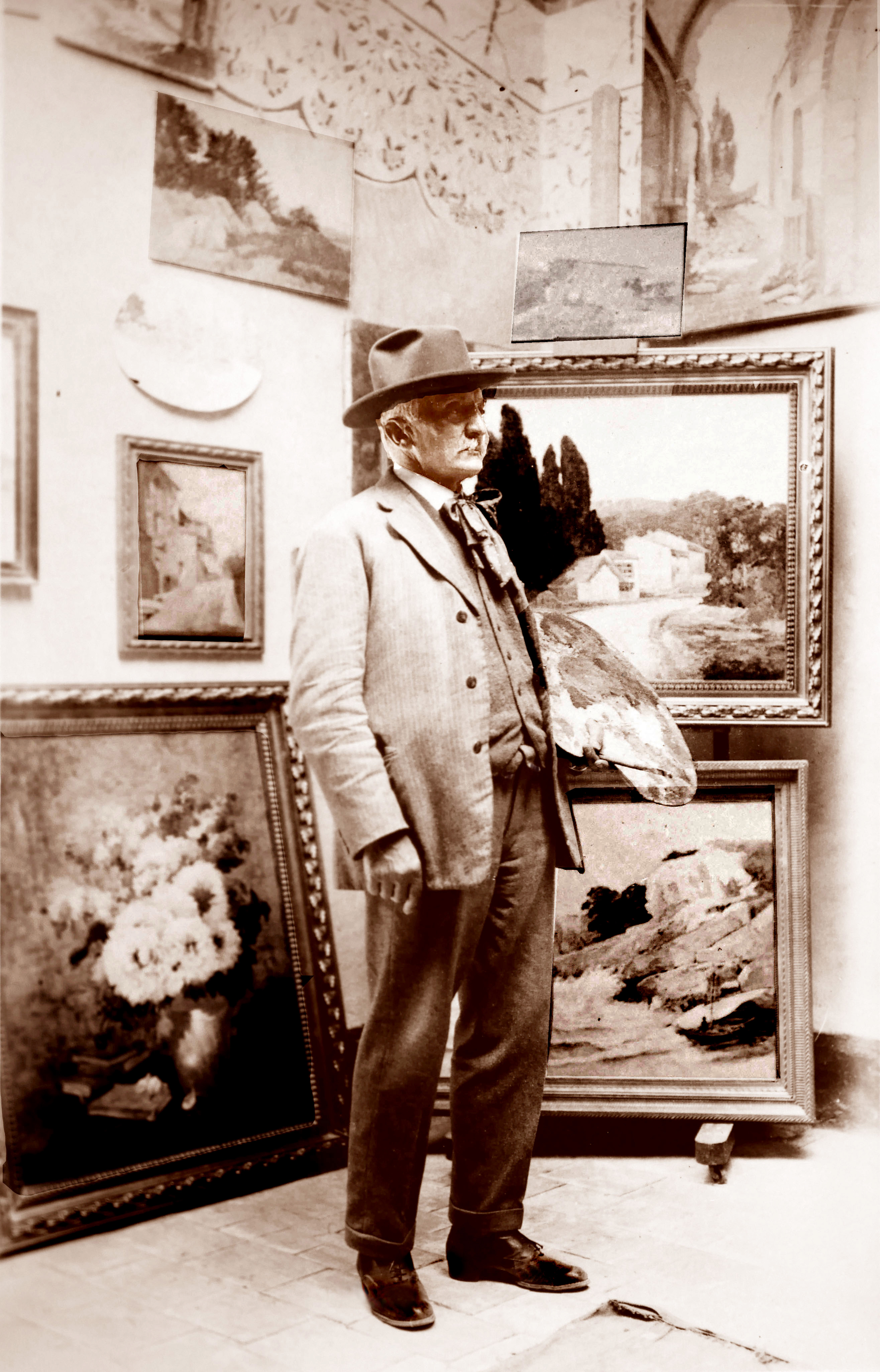
Désiré Girard dans son atelier dans les années 1930.

Né dans une famille d'entrepreneurs maçons, Désiré Girard est initié très jeune par son père à la peinture. Il montre de réelles dispositions pour le dessin et entre à quinze ans aux Beaux-Arts de Marseille où il reçoit pendant deux ans une formation classique. De cette époque il gardera de solides amitiés dans le milieu artistique marseillais, en particulier avec Joseph Garibaldi.
Avec deux de ses frères, Désiré fonde, rue d’Oran à Marseille, une entreprise de peinture, vitrerie et décoration.
Parallèlement à son activité professionnelle, il expose régulièrement au Salon Marseillais. Il décide de s’établir à Salon-de-Provence en 1901. Fort de son expérience marseillaise de peintre décorateur, il crée une entreprise de « Travaux de peintures et Décorations artistiques ». On peut d’ailleurs encore trouver dans certaines demeures salonaises des éléments de décoration réalisés par Désiré Girard, essentiellement des peintures murales et toiles marouflées ornant entrées et couloirs. 
Ami d'Édouard Ducros, il rejoint l’Association des Amis des Arts et participe au Salon Aixois en 1906. Il devient membre de la Société des Amis du Vieux Salon dès sa création en 1926 et dès lors, à l’ouverture de chaque nouvelle salle du musée, celui-ci s’enrichit d’une œuvre de Désiré Girard, entre autres « Notre Dame de Caderot », « La Provence », « Le Vieux Vernègues », « La Chapelle du Sonnaillet ». Il est admis au Salon des Artistes Français en 1929 puis en devient sociétaire. Il exposera peintures et gouaches jusqu'en 1936 au Salon d'Hiver et à l'exposition annuelle des Beaux-Arts en 1935,. Il participera aussi régulièrement au Salon des Artistes Indépendants de Provence. A cette occasion, il sera mentionné dans Beaux-Arts, la revue dirigée par le galeriste parisien Georges Wildenstein. 
Deux expositions lui ont rendu hommage à Salon-de-Provence à la salle des gardes du musée de l'Empéri, l'une s'est tenue du 8 au 17 avril 1988 pour le cinquantenaire de sa disparition, l'autre du 30 mars au 16 juin 2019 intitulée "Peindre la Provence, Désiré Girard et les peintres salonais",.

## Galerie

Œuvres de Désiré Girard
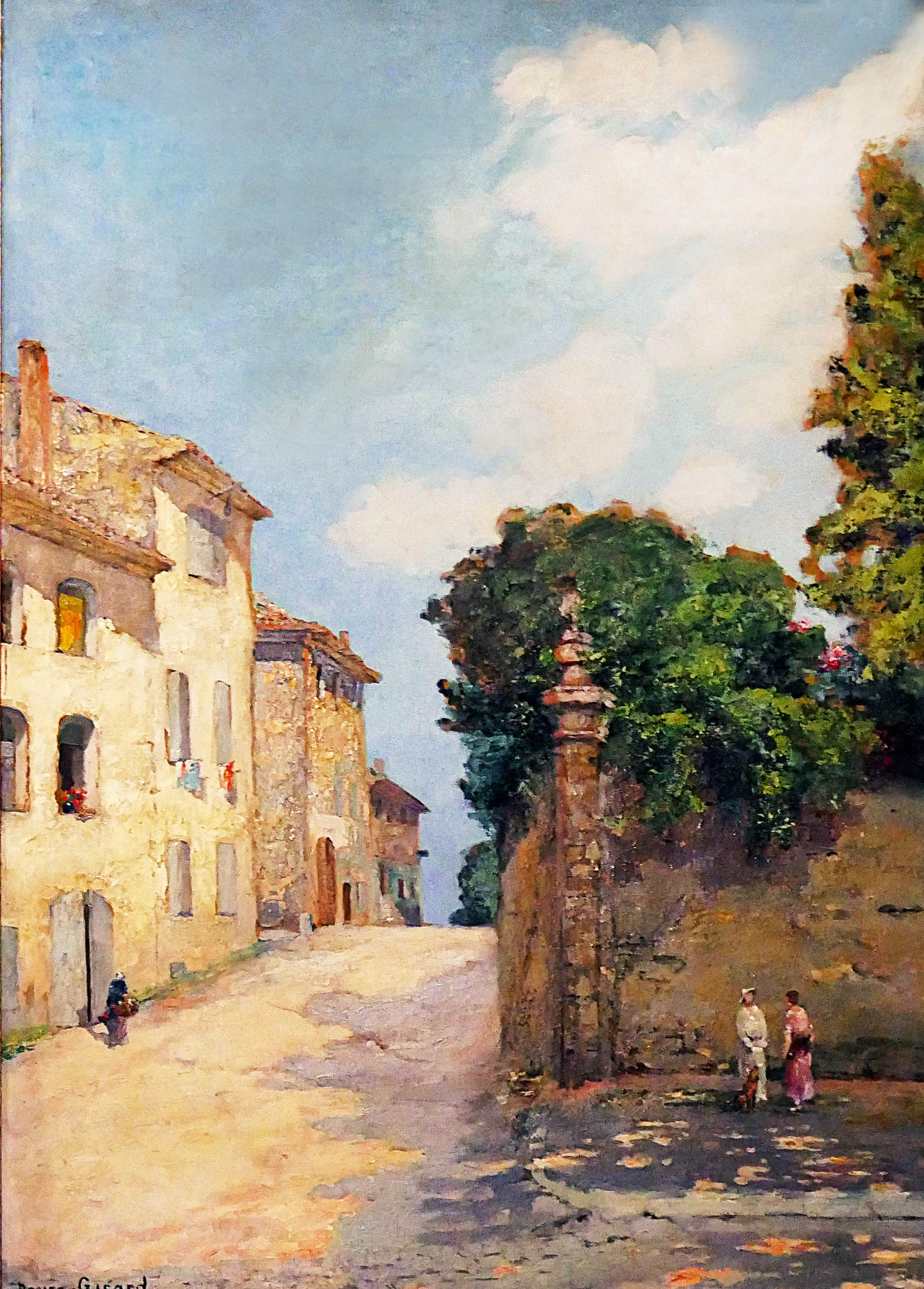
Boulevard Lamartine à Salon-de-Provence, Huile sur bois, 1er tiers du XXème s.
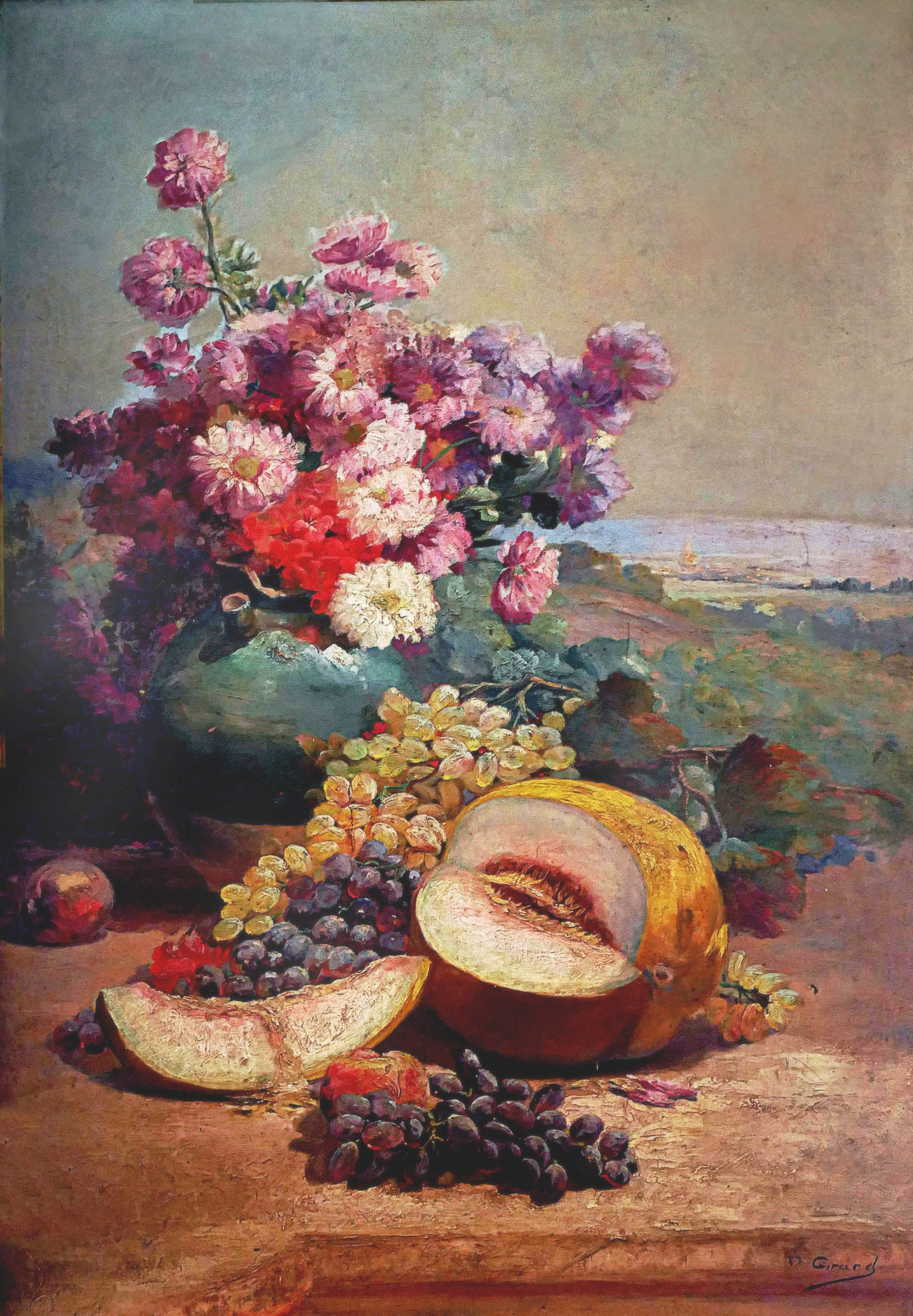
Nature morte aux raisins, Huile sur toile, 1906
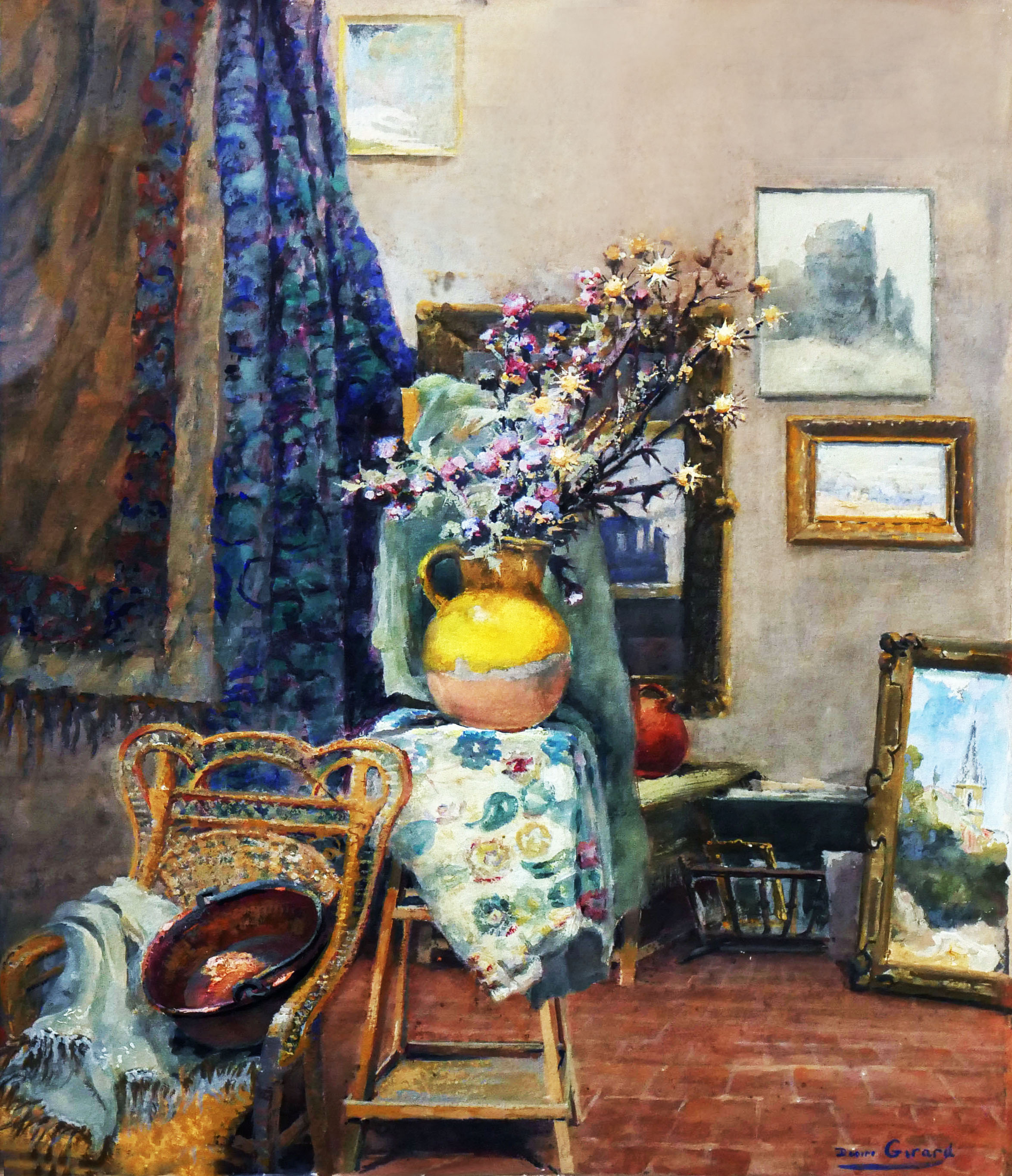
L'atelier, Gouache, exposée au salon d'hiver en 1933
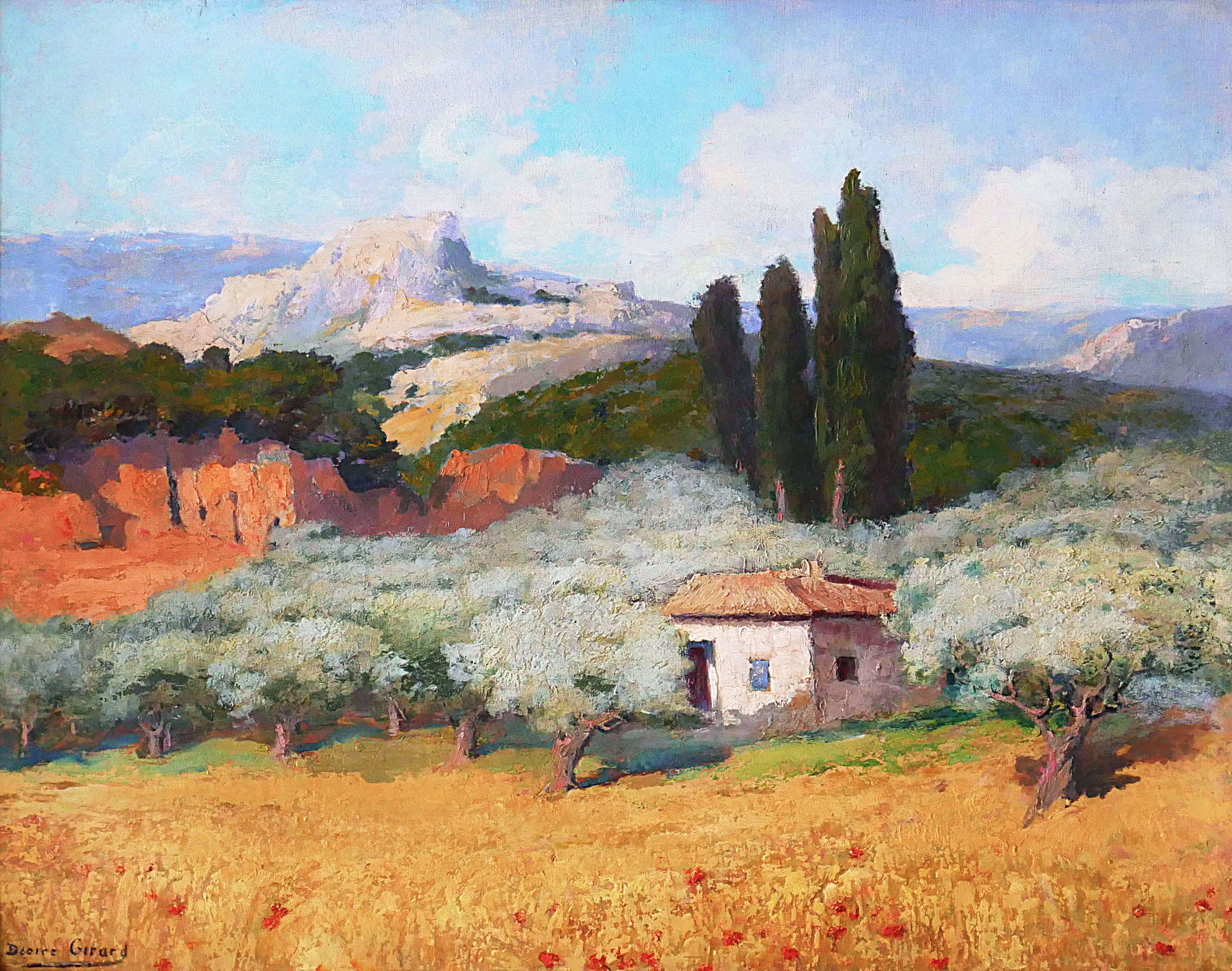
Au pied des Alpilles, Huile sur bois, 1928
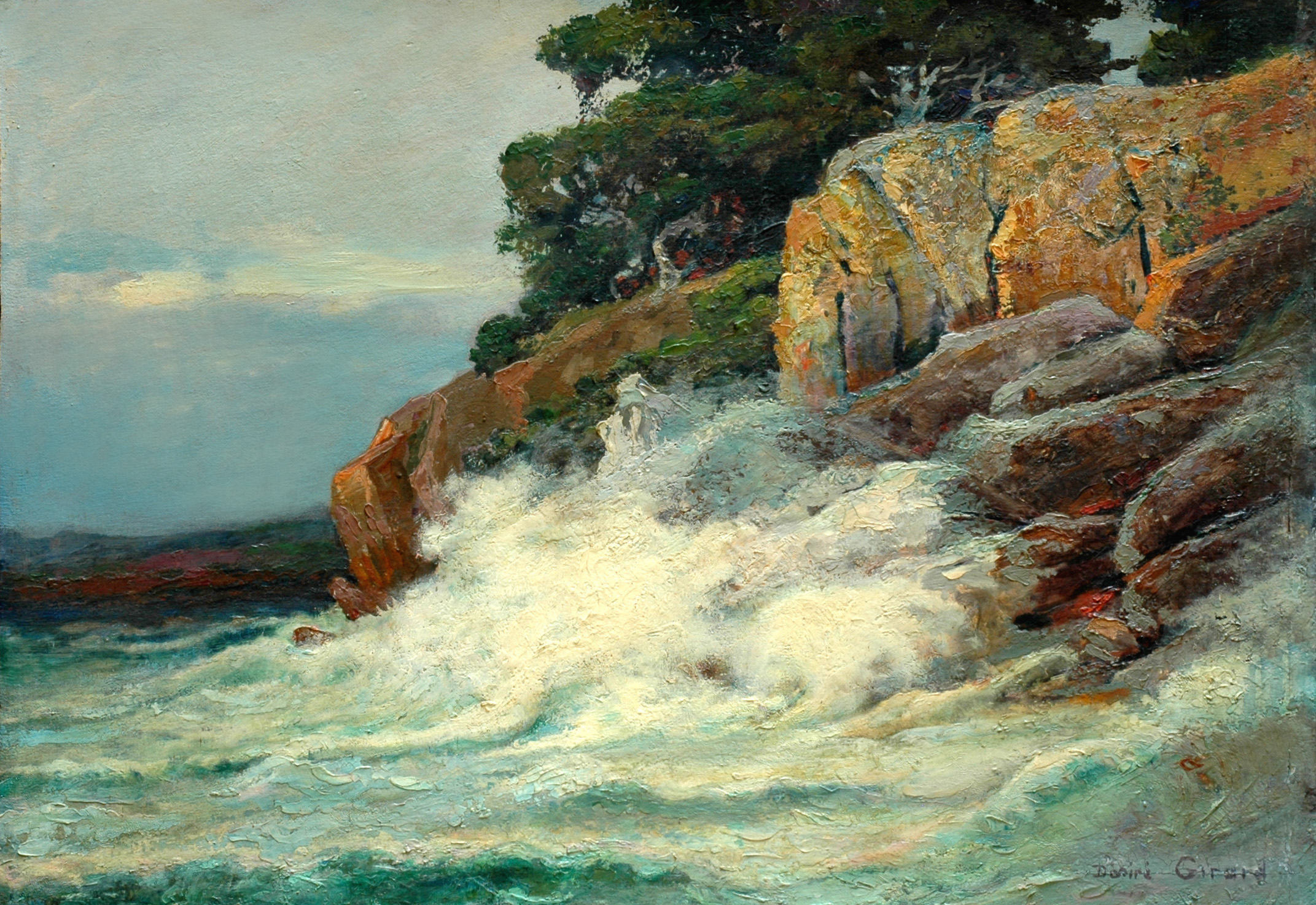
La Côte Bleue par grand vent, Huile sur bois, 1930